# Amministrazione del territorio nemico occupato
L'Amministrazione del territorio nemico occupato (in inglese Occupied Enemy Territory Administration, abbreviato in OETA) fu un'amministrazione militare congiunta britannica, francese e araba sulle ex province levantine ottomane tra il 1917 e il 1920, istituita il 23 ottobre 1917 a seguito della campagna del Sinai e della Palestina e della rivolta araba della prima guerra mondiale.
L'amministrazione, sebbene fosse stata dichiarata dai militari britannici che avevano il controllo della regione, venne preceduta il 30 settembre 1918 dal Modus Vivendi anglo-francese del 1918 in cui fu concordato che gli inglesi avrebbero riconosciuto il controllo francese in alcune aree e gli hashemiti avrebbero ricevuto il controllo congiunto dell'area orientale secondo il "piano sharifiano" di TE Lawrence del novembre 1918.
In seguito all'occupazione del Vilayet di Adana (la regione della Cilicia) nel dicembre 1918, fu istituito un nuovo territorio, l'OETA Nord. L'amministrazione terminò nell'OETA Ovest e nell'OETA Sud nel 1920 in seguito all'assegnazione del Mandato francese di Siria e Libano e del Mandato britannico della Palestina alla conferenza di Sanremo del 19-26 aprile 1920.
Nell'OETA Est, l'amministrazione britannica terminò in seguito al ritiro delle forze britanniche dal territorio nel novembre 1919 e alla successiva dichiarazione del Regno Arabo di Siria sulla stessa area. L'area fu divisa in due dopo la sconfitta del re Faysal da parte dei francesi nel luglio 1920; la parte settentrionale del territorio fu unita all'OETA Ovest amministrato dai francesi e la parte meridionale divenne una terra di nessuno che in seguito divenne l'Emirato di Transgiordania.
A causa del successo della guerra d'indipendenza turca, i sangiaccati di Marash, Aintab e Urfa dell'ex Vilayet di Aleppo rimasero in Turchia dopo il 1921. Inoltre, le kaza di Antakya e İskenderun del sangiaccato di Aleppo furono separati come Repubblica di Hatay nel 1938; la repubblica divenne invece in seguito parte della Turchia nel 1939.

## Storia

### Inizio
|           | Sud     | Ovest     | Est       | Totali    |
| --------- | ------- | --------- | --------- | --------- |
| Musulmani | 515 000 | 600 000   | 1 250 000 | 2 365 000 |
| Cristiani | 62 500  | 400 000   | 125 000   | 587 500   |
| Drusi     |         | 60 000    | 80 000    | 140 000   |
| Ebrei     | 65 000  | 15 000    | 30 000    | 110 000   |
| Altri     | 5 000   | 20 000    | 20 000    | 45 000    |
| Totale    | 647 500 | 1 095 000 | 1 505 000 | 3 247 500 |

Il 23 ottobre 1918, in seguito alla sconfitta dell'Impero ottomano da parte delle forze britanniche e arabe, il feldmaresciallo Edmund Allenby annunciò che la Siria ottomana sarebbe stata divisa in tre sottounità amministrative, che variavano molto poco dalle precedenti suddivisioni ottomane:
- OETA Sud, costituita dal Mutasarrifato ottomano di Gerusalemme e dai sangiaccati di Nablus e Acri. Questa fu la prima definizione amministrativa di quella che sarebbe diventata la Palestina mandataria;[8]
- OETA Ovest (originariamente OETA Nord, ribattezzata in Ovest due mesi dopo), costituita dai sangiaccati ottomani di Beirut, Libano e Latakia e da un certo numero di sottodistretti;
- OETA Est, costituita dal Vilayet ottomano di Siria e dalla parte meridionale del Vilayet di Aleppo. I governatori di Aleppo avrebbero in seguito sponsorizzato l'occupazione di Zor. L'area di Ma'an e Aqaba era amministrata dall'OETA Est e rivendicata dall'Hejaz.

Nel dicembre 1918, in seguito all'occupazione della regione della Cilicia, venne costituito un nuovo territorio.
- OETA Nord, costituito dal Vilayet di Adana

### Eventi successivi

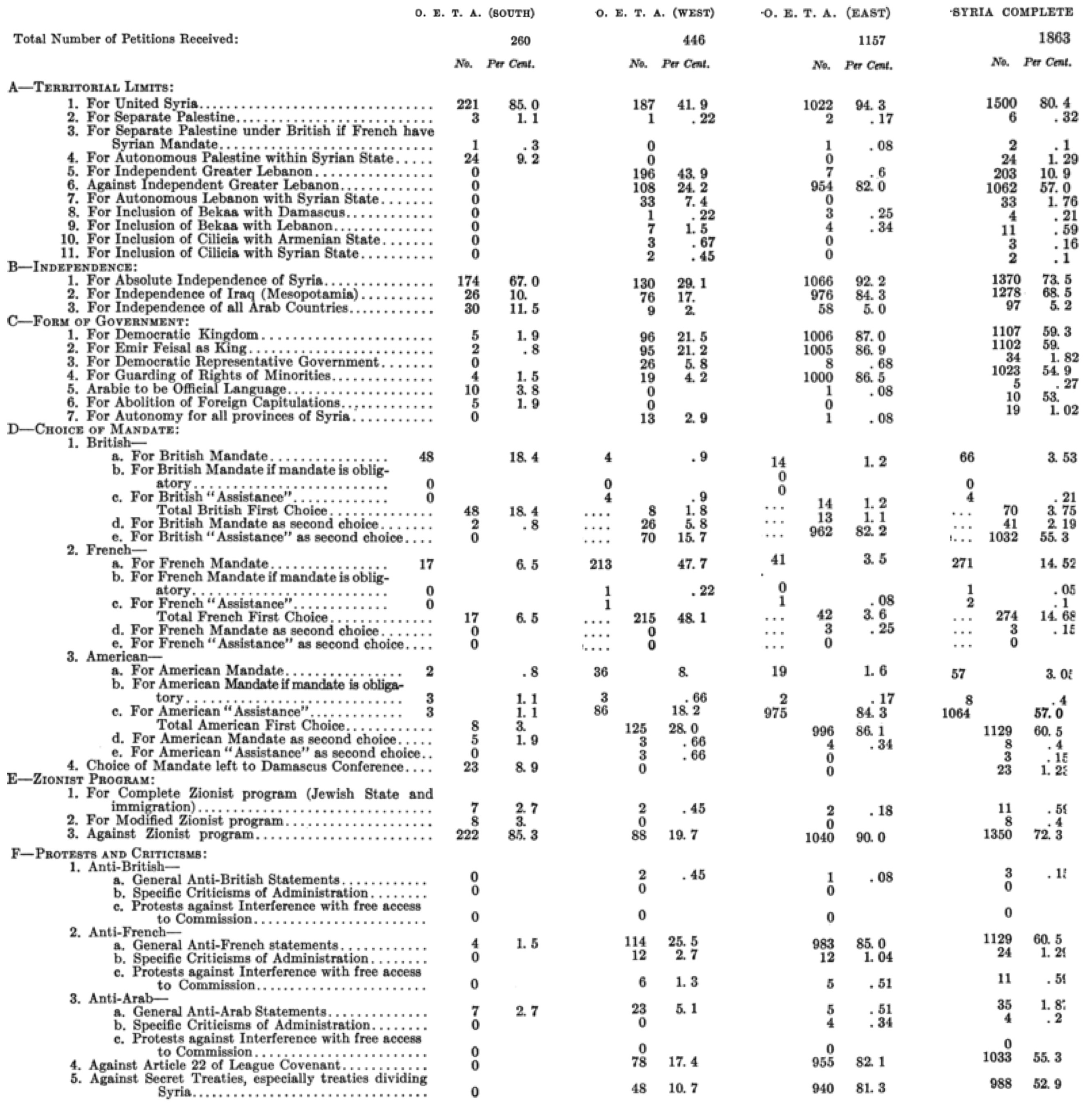
Risultati delle petizioni della Commissione King-Crane ricevute da OETA Sud (diventata Palestina), OETA Ovest (divenne Libano e Siria occidentale) e OETA Est (divenne Siria e Transgiordania); è stato descritto come "il primo sondaggio sull'opinione pubblica araba".

Sotto questa amministrazione si provvedevano ai bisogni immediati del popolo, si importavano e distribuivano sementi e bestiame, si mettevano a disposizione finanziamenti a condizioni agevolate tramite i banchieri dell'esercito, si creava una moneta stabile e si ripristinavano i servizi postali. Allenby insistette sul fatto che finché era necessaria l'amministrazione militare, doveva rimanere sotto la sua responsabilità.

## Amministratori militari

### Capi amministratori dell'OETA Sud
- Il maggiore generale Arthur Wigram Money (giugno 1918 – giugno 1919)
- Il maggiore generale Harry Davis Watson (giugno 1919 – dicembre 1919)
- Tenente generale Louis Bols (gennaio 1920 – luglio 1920)

L'area era divisa in quattro distretti: Gerusalemme, Giaffa, Majdal e Beersheba, ciascuno sotto un governatore militare.
I primi due amministratori britannici, i generali Money e Watson, furono rimossi entrambi da Londra per non aver favorito i sionisti rispetto agli arabi; quando l'amministrazione dell'OETA finì, il politico sionista Herbert Samuel fu mandato come primo amministratore civile. Samuel registrò la sua accettazione del ruolo, e la fine dell'amministrazione militare, in un documento spesso citato: "Received from Major-General Sir Louis J. Bols K.C.B.—One Palestine, complete".

### Amministratori dell'OETA Est
L'OETA Est era un'amministrazione militare congiunta arabo-britannica. Gli eserciti arabo e britannico entrarono a Damasco il 1º ottobre 1918 e il 3 ottobre 1918 Ali Rida al-Rikabi fu nominato governatore militare dell'OETA Est. Il 4 ottobre il principe Faisal, figlio del re Hussain della Mecca, entrò a Damasco e nominò Rikabi capo del consiglio di amministrazione (cioè primo ministro) della Siria.
La definizione del confine dell'OETA Est lasciò incertezze a sud e a est, portando a rivendicazioni in competizione rispettivamente dal Regno di Hejaz e dall'Iraq occupato, come l'occupazione di Ma'an e l'occupazione di Zor.
- Rida al-Rikabi (3 ottobre 1918 – 26 novembre 1919)[16]

### Amministratori dell'OETA Nord (Ovest)
- Marie Antoine Philpin de Piépape (7 ottobre 1918 - 19 novembre 1918)
- Jules Camille Hamelin (19 novembre 1918 - 21 novembre 1919)
- François Georges Barb (21 novembre 1919 - 1º settembre 1920)

### Amministratori dell'OETA Nord (Cilicia)
- Édouard Bremond[3]

## Inizio e amministrazione
L'OETA venne istituita il 23 ottobre 1918, secondo le regole accettate dell'occupazione militare, e definita come segue:
«
1. Il territorio nemico occupato dalle truppe alleate della Forza di spedizione egiziana sarà suddiviso, ai fini dell'amministrazione militare provvisoria, in tre aree, ciascuna affidata ad un "Capo Amministratore" direttamente responsabile in ogni caso al Comandante in carica. Capo.
Le tre aree e i loro amministratori principali sono: -
(a) "Territorio nemico occupato (Sud)". - Amministratore capo, -~ Generale Sir A. W. Money, K.C.B., C.S.I., (britannico). Comprende il Sangiaccato di Gerusalemme, Nablus e Acri.
(b) "Territorio nemico occupato (Nord)". - Amministratore capo, - Colonnello M.A.F.J. de Piepape, (francese). Comprende i Sangiccati di Beirut, Libano, Ladikiya e la città di Beirut; i Kaza di Hasbiya, Rashiya, Jisr es Shaghur, Baia di Antioch, Yeniji Kali, Im Beidan e Alessandretta.
(c) "Territorio nemico occupato (Est)". - Amministratore capo, - Ali Riza El Rikabi (arabo). Comprende tutti i distretti ad est di (a) e (b) sopra, fino ai limiti settentrionali delle Kazas di Jebel Seman e El Bab.
2. Il sistema di amministrazione sarà conforme alle leggi e agli usi della guerra come stabilito nel cap. XIV, S.8, Manuale di diritto militare. Non saranno consentite deroghe a questi principi se non con l'approvazione del Comandante in Capo. Per quanto possibile, il sistema di governo turco sarà mantenuto e sarà utilizzato l'apparato di governo esistente.
3. L'Amministrazione sarà tenuta a fornire tutti i servizi governativi necessari, e la misura in cui questi servizi possono essere sviluppati, durante lo stato di guerra, è lasciata alla discrezione dell'Amministratore Capo interessato.
4. Per quanto possibile si desidera mantenere le aree amministrative turche e in questo modo utilizzare i registri turchi esistenti.
5. L'amministrazione del Debito pubblico ottomano sarà autorizzata a continuare le sue funzioni, sotto il controllo generale dell'amministratore principale.
6. Anche la Société de Régie des Monopoles continuerà le sue funzioni in condizioni simili.
7. Gli amministratori principali comunicheranno con il comandante in capo tramite il vice aiutante generale, G.H.Q., al quale saranno indirizzate tutte le relazioni.
8. Gli Amministratori Principali presenteranno rapporti sulla situazione generale nelle loro aree, entro il 15 di ogni mese.
9. In considerazione del fatto che l'amministrazione è militare, provvisoria e senza pregiudizio per il futuro insediamento, i Capi Amministratori non intraprenderanno, se non nella misura necessaria per il mantenimento della sicurezza e dell'ordine pubblico, alcuna propaganda politica, e non prendere parte ad alcuna controversia politica.»

## Scioglimento

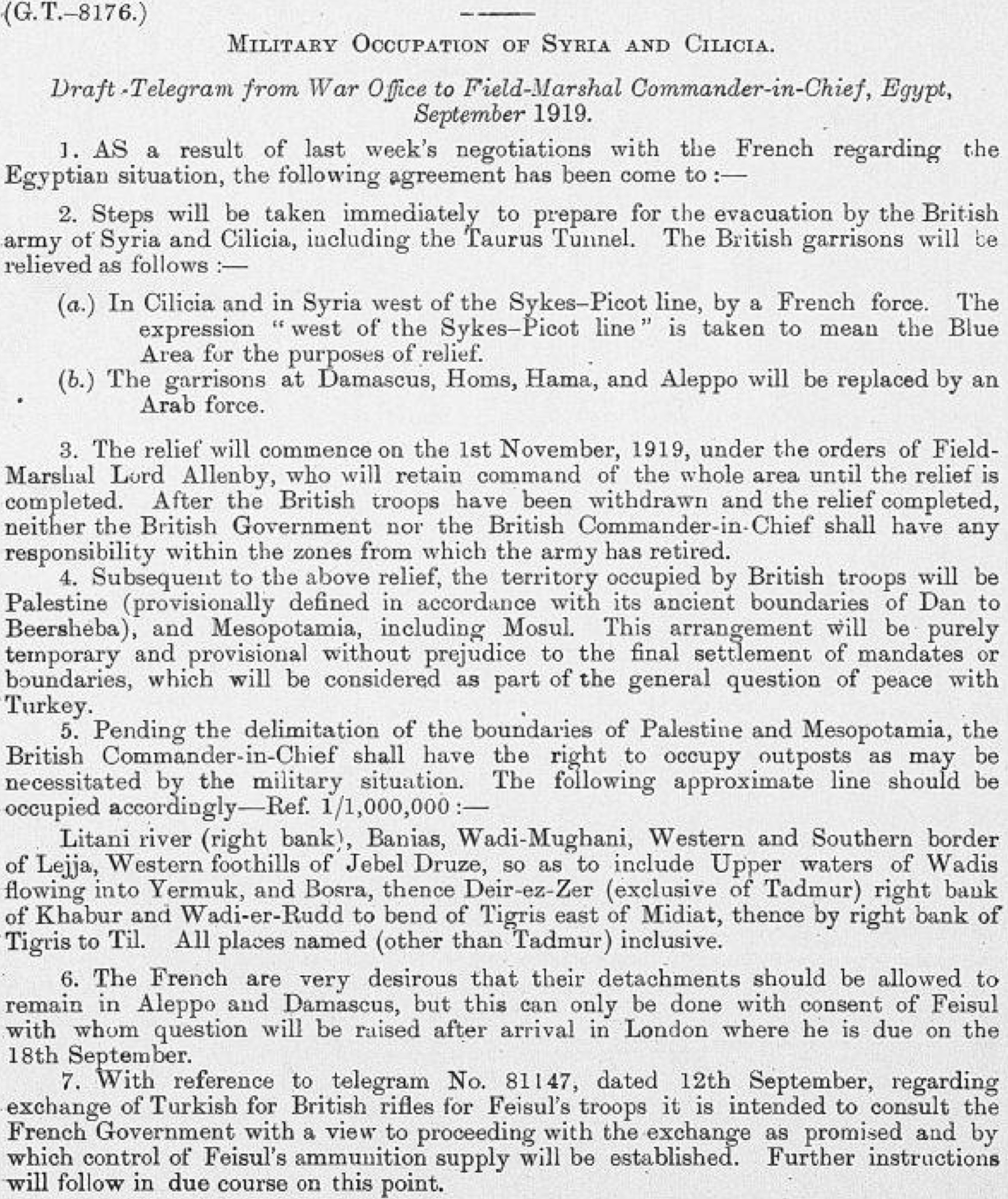
Questa bozza del Telegramma britannico del settembre 1919, che ordinava il ritiro delle truppe britanniche dalle aree francesi e arabe dell'OETA, fu preparata poco dopo la conferenza franco-britannica di Deauville. La linea al punto 5 divenne nota come "Linea Deauville".

Le amministrazioni dell'OETA vennero sciolte in tempi diversi in ciascuna delle regioni, a seguito della nomina formale delle amministrazioni civili (prima dell'entrata in vigore formale dei mandati):
- OETA Sud: 1º luglio 1920, Herbert Samuel fu nominato Alto Commissario per la Palestina
- OETA Nord: 31 agosto 1920, Henri Gouraud proclamò lo Stato del Grande Libano, lo Stato alawita e il Sangiaccato di Alessandretta fu fuso nello Stato di Aleppo
- OETA Est: 26 novembre 1919, quando gli inglesi si ritirarono a favore dell'Emirato di Siria.[16]